# Civita di Bagnoregio

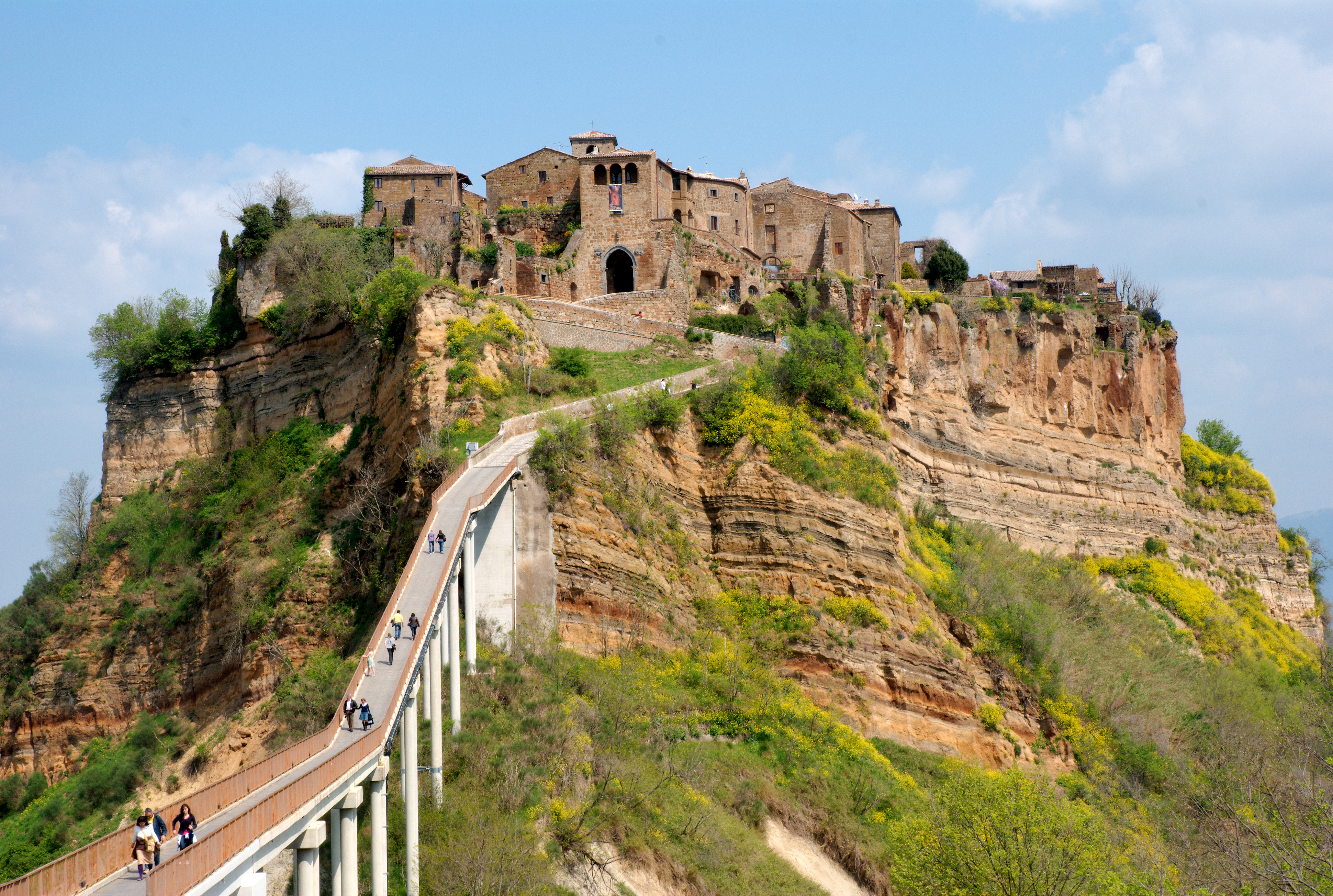
Civita di Bagnoregio

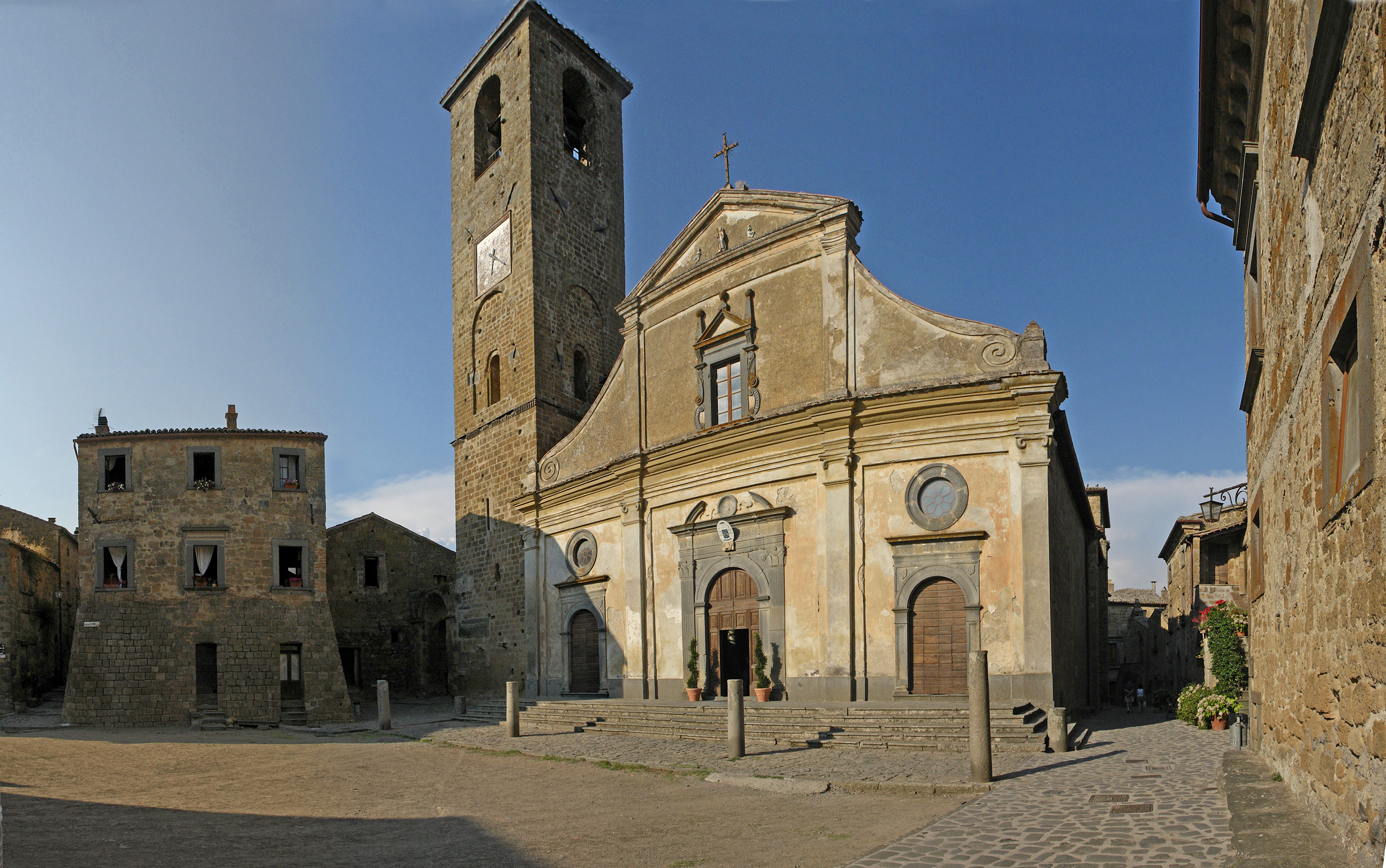
Civita di Bagnoregio, Kirchplatz

Die Civita di Bagnoregio in Italien ist eine Fraktion von Bagnoregio und liegt zwischen dem 30 Kilometer entfernten Viterbo und dem 19 Kilometer entfernten Orvieto in der Region Latium an der Grenze zum benachbarten Umbrien und befindet sich 10 Kilometer östlich des Bolsena-Sees. Der heutige Ortsteil von Bagnoregio hat eine ältere Geschichte als der Sitz der heutigen Gemeindeverwaltung und bewahrt etruskische und römische Reste in seinen mittelalterlichen Mauern.
Civita di Bagnoregio ist Mitglied der Vereinigung I borghi più belli d’Italia (Die schönsten Orte Italiens).

## Etymologie / Geografische Lage
Mit Civitas bezeichnete man ab der Spätantike den älteren, ursprünglichen Siedlungskern einer Gemeinde – später häufig Bischofssitz –, der sich von den angrenzenden Borghi (Vororten) unterscheidet. Im Falle von Bagnoregio stellt der heutige Sitz der Gemeindeverwaltung in der Ebene ein ehemaliges Borgo dar, das durch eine tiefe Schlucht von der auf einem steil aufragenden Tuff-Berggrat liegenden ehemaligen Civitas scharf abgegrenzt wird, die nur über eine schmale, steile, nicht befahrbare, 250 Meter lange Fußgängerbrücke erreichbar ist. Civita di Bagnoregio ist von der ständigen Bodenerosion seit Jahrhunderten bedroht, verdankt ihr jedoch auch seine einzigartige, nahezu uneinnehmbare und leicht zu verteidigende Lage. Durch das einzige Stadttor, die mit Skulpturen versehene Porta di Santa Maria oder Porta del Cassero betritt der Fremde heute Civita di Bagnoregio.

## Geschichte
Der Tuffhügel, auf dem das heutige Civita di Bagnoregio liegt, war gemäß archäologischen Grabfunden aus dem 7. bis 5. vorchristlichen Jahrhundert bereits durch die Etrusker besiedelt. Allerdings ist die historische Identität dieser Vorläufersiedlung umstritten. Die Ansicht einiger Autoren um 1500, es handelte sich um das von Plinius dem Älteren erwähnte Novempagi (Stadt der neun Dörfer), konnte nicht belegt werden. Der Forscher M. Lopes Pegna stellte in seinem Buch „Probleme der etruskischen Geschichte und Topographie“ die These auf, das heutige Civita di Bagnoregio könnte identisch sein mit dem geheimnisvollen etruskischen Kultort Fanum Voltumnae, an dem sich jährlich die Priesterkönige des Bundes der zwölf Städte der Lukumonen trafen, um in seinem Tempel gemeinsam das von den Göttern bestimmte, geweissagte Schicksal zu beraten. Bekanntermaßen ließ der römische Konsul Marcus Fulvius Flaccus das Heiligtum 264 v. Chr. zerstören, um damit das unwiderrufliche Ende etruskischer Unabhängigkeit einzuleiten.
Mit dem Untergang des Römischen Reichs und der langobardischen Invasion endet die Geschichte der antiken Vorläufersiedlung. Die mittelalterliche Civita, die seit der Pippinschen Schenkung wie ganz Latium zum Kirchenstaat gehörte, war als Bischofssitz das älteste und wichtigste von drei Vierteln (contrade) der nunmehr unter dem Namen Bagnoregio wiederaufgebauten Stadt und insoweit an ihre Geschichte gebunden. Wechselnde Feudalherrschaften lagen im Widerstreit mit dem Streben nach kommunaler Unabhängigkeit. Im Unterschied zu den beiden anderen Contraden leistete die Civita starken Widerstand bei der Eroberung durch Karl VIII. 1494, wurde aber nach zweitägiger Belagerung unterworfen.
1695 wurden Bagnoregio und die Civita durch ein Erdbeben erschüttert. Der Bischof von Bagnoregio verlegte daraufhin seine Residenz von dem Städtchen auf dem Tuffhügel in den Kernort in der Ebene.
Seit 1870 gehört Civita di Bagnoregio wie der gesamte Kirchenstaat zum italienischen Staat.

## Ortsbild und Sehenswürdigkeiten
Civita di Bagnoregio verfügt über gepflasterte kleine Gässchen, einen Brunnen an der Piazza San Donato, die gleichnamige Kirche, die seit dem 6. Jahrhundert bis 1699 als Kathedrale und Bischofssitz fungierte und alte Paläste, unter denen der ehemalige bischöfliche Palast besonders hervorzuheben ist, da in seinem Hof und im Renaissance-Palazzo Mazzoncchi-Alemanni Funde und Exponate aus römischer und etruskischer Zeit gezeigt werden. Die Kirche dürfte im 8. Jahrhundert auf den Resten eines heidnischen Tempels errichtet worden sein, als der Langobardenkönig Desiderius den Ort nach einem Erdrutsch unter dem Namen Balneum Regium (dt. Bad der Könige) wieder aufbauen lässt. Im 11. Jahrhundert erfuhr die Kirche einen Umbau, wurde im 12. Jahrhundert durch einen Campanile ergänzt, als die Siedlung im Zeitalter der Stadtrepubliken eine gewisse Autonomie genoss und erhielt während des 15. Jahrhunderts eine neue Fassade.

## „Sterbende Stadt“ / Wirtschaftsfaktor Tourismus
Civita di Bagnoregio zählt zu den città che muoiono (dt. „sterbenden Städten“), von denen es Hunderte in Italien gibt, da immer weniger Menschen in den kleinen, nur mühsam erreichbaren Bergorten mit durch Bodenerosion und Erdrutsch absturzgefährdeten Gebäuden verbleiben wollen. Um 1990 lebten in Civita di Bagnoregio nur noch sieben bis siebzehn alte Menschen zurückgezogen, bis ein römischer Ex-Manager und zahlreiche Aussteiger und Naturschwärmer in Folge den Ort entdeckten und durch Aufkauf und Sanierung der verlassenen Bauruinen wiederbelebten. Darunter auch die Architektin Astra Zarina. 
Seither nimmt die Zahl der als Zweitwohnsitze instand gesetzten Gebäude zu und eine US-amerikanische Universität veranstaltet hier ihre Sommerkurse. Heute ist der Ort auch zum Ferienwohnsitz von Künstlern geworden. Konzerte in der Kirche geben zusätzliche Impulse, Hochzeitspaare wählen den Ort als Kulisse für ihre Hochzeitsfotos. In den sanierten Gebäuden wurden Cafés und Restaurants, ein kleines Hotel und ein Souvenirladen eingerichtet. Selbst US-amerikanische Touristen frequentieren den Ort, u. a. deswegen, da einem Restaurantbesitzer die Wahrnehmung durch die US-Presse und durch Einträge in US-Reiseführern gelang. Die verbliebenen originären Einwohner des Dorfes nehmen nicht aktiv an diesem neuen Wirtschaftsfaktor teil, allenfalls durch Präsentation von Haus und Garten gegen einen freiwilligen Obolus der Touristen.